# Александровка (Наровлянский район)
Алекса́ндровка (бел. Аляксандраўка) — деревня в Кировском сельсовете Наровлянского района Гомельской области Беларуси.
Рядом месторождение железняка. Кругом лес, на севере урочище Сухой Мох.

## География

### Расположение
В 41 км на юг от Наровли, 44 км от железнодорожной станции Ельск (на линии Калинковичи — Овруч), в 219 км от Гомеля. В 1,5 км от границы с Украиной.

### Гидрография
На севере река Илья (приток реки Уж).

## Транспортная сеть
Автодорога связывает деревню с Наровлей. Планировка состоит из разделённых рекой двух частей: южной (прямолинейная улица с 2 переулками, ориентированная с юго-запада на северо-восток) и северной (2 короткие улицы с переулком образуют А-образную конфигурацию). Застройка двусторонняя, деревянная, усадебного типа.

## История
По письменным источникам известна с начала XIX века как деревня в Дерновичской волости Речицкого уезда Минской губернии. В 1825 году деревню у Гольстов купил С. И. Горват. С 1925 года до 21 августа 1937 года центр Александровского сельсовета. В 1929 году организован колхоз «1 августа». Во время Великой Отечественной войны немецкие оккупанты в июне 1942 года убили 21 жителя деревень Александровка и Габрилеевка (похоронены в могиле жертв фашизма). 33 жителя погибли на фронте. Согласно переписи 1959 года в составе подсобного хозяйства «Сельхозхимия» (центр — деревня Киров). Располагались библиотека, фельдшерско-акушерский пункт, клуб, отделение связи.

## Население

### Численность
- 2004 год — 52 хозяйства, 80 жителей.

### Динамика
- 1897 год — 54 двора, 321 житель (согласно переписи).
- 1959 год — 474 жителя (согласно переписи).
- 2004 год — 52 хозяйства, 80 жителей.